# Cusco
 Ovo je glavno značenje pojma Cusco. Za druga značenja pogledajte Cusco (razdvojba).
Cusco (kečuanski: Qusqu ili Qosqo; šp.: Cuzco) je glavni grad istoimene pokrajine u Peruu, smješten u Andama na 3.416 metara nadmorske visine. Grad je sjedište nadbiskupije i sveučilišta, a Peruanski ustav ga određuje i kao "Povijesnu prijestolnicu Perua".
Grad, koji je dugo bio prijestolnicom Inka carstva, je polazna točka za posjetu Machu Picchu. Povijesno središte Cusca je upisano na UNESCO-ov popis mjesta svjetske baštine u Amerikama 1983. godine kao "primjer Inka urbanizacije s jasno odijeljenim vjerskim, upravnim, poljoprivrednim, obrtničkim i industrijskim četvrtima, na čijim ruševinama su Španjolci podigli barokne crkve i palače.

## Povijest
Glavni grad carstva Inka osnovan je u 11. stoljeću, ali njegov osnutak Inka mitologija pripisuje Manco Cápacu. Naime prema tradiciji, on je zlatno žezlo koje mu je Sunce dalo bacio u plodno tlo koje je odredilo gdje će osnovati svoju prijestolnicu, Cusco. U stvarnosti, Cusco je bio samo grad osrednje važnosti do 15. stoljeća, kada je moć Inka potvrđena nakon borbi protiv Chancas napadača. Obnovu grada, koja je trajala 20 godina i, navodno, uposlila 50.000 ljudi, provela su dva velika Inka vladara: Pachacutec (1438. – 1471.) i Tupac Yupanqui (1471. – 1493.). Prvi (kojemu se također pripisuje i izgradnja Machu Picchua) je želio stvoriti idealan grad koji će odgovoriti na više funkcija prijestolnice. Nakon što su kanalima regulirane dvije glavne rijeke (Saphi i Tullumayo), čije su poplave povremeno ugrožavale stanovništvo starog Cusca, on je udario temelje za izrazito hijerarhijsku organizaciju u kojoj je urbano središte bilo spoj upravne i vjerske funkcije, dok su okolna područja (kao što su satelitski gradovi u poljoprivrednom području: Cayaucachi, Claquillchaca, Picchu, Quillipata, Carmenca, Huacapunco, itd.) bile jedinice poljoprivrednih, zanatskih i industrijske proizvodnje.
God. 1535. Cusco je opljačkao španjolski konkvistador Francisco Pizarro. Europski osvajači su poštovali plan ovog racionalnog grada koji je bio jako blizak ideji idealnih gradova renesanse. Oni su se ograničili na uništenje nekih od glavnih zdanja s političkim i religijskim simbolima, te su izgradili nove spomenike, agresivno katoličke i španjolske, preko divnih kiklopskih zidina srušenih zgrada.
God. 1950. Cusco je pogodio potres koji je uništio oko 90% zgrada. Građevine Inka bolje su ga podnijele od novijih španjolskih građevina. Kasnijom obnovom kompleksa Santo Domingo neki stariji dijelovi zidina, koji pripadaju Hramu sunca, su ostavljeni na vidjelo tako da nisu narušili kolonijalnu baštinu.

## Znamenitosti
Cusco je danas iznenađujući spoj Inka prijestolnice i kolonijalnog grada. Od prvog su sačuvani impresivni tragovi kao što su: plan ulica, zidovi studiozno izrezanog granita ili andezita, pravocrtne ulice unutar zidina, ruševine Hrama Sunca sa Zlatnim vrtom koji je nekoć bio prekriven skulpturama od plemenitih metala, itd. Od kolonijalnog grada još uvijek postoje svježe okrečene hiže, palače i prekrasne barokne crkve na kojima je ostvaren nemogući spoj Plateresca, Mudejar i Churrigueresco stilova s Inka tradicijom.
Španjolci su preko trga Huaccapayta, središta Inka carstva uokviren palačama Pachacuteca, Viracocha i Huayna Capaca, sagradili današnji trg Plaza de Armas. Palača Viracocha je srušena kako bi se izgradila katedrala započeta 1560. god., a Acclahuasi za izgradnju samostana sv. Kataline (Santa Catalina), dok je Hram sunca (Coricancha) djelomično uništen kako bi se osigurao prostor za samostan i katedralu sv. Dominika Guzmana (Santo Domingo de Guzman), itd.
Oko dva kilometra sjeverno od grada nalazi se Inka utvrda Sacsayhuamán s koje se pruža prekrasan pogled na grad.
- Panorama grada Cusco
- Katedrala sv. Dominika
- Isusovačka crkva (Compañía de Jesus)
- Stara ulica u gradu
- Zakrivljeni Inka zid samostana Santo Domingo

## Gradovi prijatelji
Cusco je zbratimljen s gradovima:
| - Atena, Grčka - Betlehem, Palestinska Autonomna Područja - Baguio, Filipini - Chartres, Francuska - Ciudad de México, Meksiko - Copán, Honduras - Cuenca, Ekvador | - Havana, Kuba - Jersey City, New Jersey, SAD - Jeruzalem, Izrael - Kaesong, Sjeverna Koreja - Krakov, Poljska (samo sporazum o prijateljstvu) - Kyoto, Japan - Lima, Peru | - La Paz, Bolivija - Madison, Wisconsin, SAD - Moskva, Rusija - Potosí, Bolivija - Rio de Janeiro, Brazil - Samarkand, Uzbekistan - Xi'an, Kina |

## Vanjske poveznice
- Informacije o gradu na MAPROPOLY, INC. (engl.)